# Minuartia wettsteinii
Minuartia wettsteinii là loài thực vật có hoa thuộc họ Cẩm chướng. Loài này được Mattf. mô tả khoa học đầu tiên năm 1921.